# 텔러스 스카이
텔러스 스카이(영어: Telus Sky)는 캐나다 앨버타주 캘거리에 위치해 있는 주상복합 마천루이다. 캐나다의 이동통신사 텔러스가 소유 중이다.

## 같이 보기
- 캘거리의 마천루 목록